# Wesel (district)
Districtul Wesel este un district rural (germană: Landkreis) din landul Renania de Nord - Westfalia, Germania.